# مریم نواز
مریم صفدر که با نام مریم شریف یا مریم نواز شریف شناخته شده (اردو: مریم نواز؛ زادهٔ ۲۸ اکتبر ۱۹۷۳) یک سیاست‌مدار اهل پاکستان است. او یک شخصیت سیاسی مقتدر جامعه پاکستان و دختر نواز شریف نخست وزیر و بانوی اول پاکستان کلثوم بت است.گفته می‌شود او نزدیک‌ترین و قابل اعتمادترین مشاور پدرش است.
مریم در خانواده ثروتمند شریف در لاهور به دنیا آمد و در دانشگاه پنجاب در رشته ادبیات انگلیسی تحصیل کرد. در اکتبر ۱۹۹۹ هنگامی که نواز شریف در پی یک کودتای نظامی بدون خونریزی، به زندان افتاد و افراد ذکور خانواده شریف با حصر خانگی مواجه شدند، مریم به اتفاق مادرش به‌طور علنی پرویز مشرف رهبر نظامی پاکستان را به چالش کشید و به دفاع از پدرش پرداخت.
مریم و مادرش با کمک پادشاه عربستان سعودی توافقی با ژنرال مشرف کردند که بر اساس آن نواز شریف از زندان آزاد شد و همراه خانواده‌اش برای زندگی در تبعید به عربستان سعودی رفت.
ولی در سال ۲۰۰۷ نواز شریف به پاکستان بازگشت. پس از پیروزی در انتخابات ایالت پنجاب، دولت محلی پنجاب را تشکیل داد.
مریم در ابتدا نگاه خود را بیشتر به فعالیت‌های بشردوستانه خانواده معطوف کرده بود،
در سال ۲۰۱۱، یک تحول سیاسی دیگر پاکستان را تکان داد. عمران خان، کاپیتان سابق تیم کریکت پاکستان، در لاهور که پایگاه سنتی قدرت نواز شریف بود یک راهپیمایی ترتیب داد. جوانان از این راهپیمایی استقبال کردند و زنگ خطر برای رقبای سیاسی به صدا درآمد. مریم شریف بدون هیچ‌گونه موقعیت رسمی سیاسی، دوباره فعالیت خود را شروع کرد و برای جلب توجه دانشجویان به بازدید از مدارس و دانشکده‌ها پرداخت.
در سال ۲۰۱۲ او به عنوان مدیر مبارزات انتخاباتی حزب مسلم لیگ برای منطقه لاهور در انتخابات عمومی ۲۰۱۳ منصوب شد.
پس از آن که نواز شریف دولت ملی را تشکیل داد، مریم شریف به اقامتگاه نخست وزیر در اسلام‌آباد نقل مکان کرد و اداره «شبکه ارتباط استراتژیک رسانه‌ای» را به عهده گرفت.
مریم خیلی زود با رسانه‌های اجتماعی آشنا شد و طی چند ماه چند میلیون طرفدار در توییتر پیدا کرد. در طی مبارزات انتخاباتی سال ۲۰۱۳، بیشتر فعالیت‌هایش را بر ملاقات با نمایندگان جوان متمرکز کرده بود و گر چه خودش کاندیدای نامزد برای انتخابات نبود، برای پیروزی مجدد پدرش فعالیت می‌کرد.
پس از سومین انتخاب غیر متوالی پدرش به عنوان نخست وزیر، او در تاریخ ۲۲ نوامبر ۲۰۱۳ به سمت رئیس برنامه جوانان نخست وزیر منصوب شد، با این حال پس از آنکه این انتصاب در دادگاه عالی لاهور به چالش کشیده شد در ۱۳ نوامبر ۲۰۱۴ استعفا داد.
نقش تازه او که سبب شد بیشتر در صحنه باشد، اما بدون جنجال نبوده است. اسناد پاناما که در سال ۲۰۱۶ انتشار یافت، نام مریم و سایر فرزندان نواز شریف نیز ذکر شده و آنان متهم شده که با شرکت‌های فرا دریایی اعلام نشده که صاحب دارایی‌هایی در بریتانیا هستند ارتباط دارند. اتهامی که خانواده شریف به شدت آن را تکذیب می‌کند. مخالفان دولت در ارتباط با این اتهامات خواهان برکناری نواز شریف شده‌اند و عمران خان هم پرونده این اتهامات را در دادگاه عالی به جریان انداخته است.